# Ізвору (Прахова)
Ізвору (рум. Izvoru) — село у повіті Прахова в Румунії. Входить до складу комуни Провіца-де-Сус.
Село розташоване на відстані 87 км на північний захід від Бухареста, 39 км на північний захід від Плоєшті, 55 км на південь від Брашова.

## Населення
За даними перепису населення 2002 року у селі проживали 305 осіб. Усі жителі села рідною мовою назвали румунську.
Національний склад населення села:
| Національність | Кількість осіб | Відсоток |
| -------------- | -------------- | -------- |
| румуни         | 297            | 97,4%    |
| цигани         | 8              | 2,6%     |